# Liste der Einträge im National Register of Historic Places im Ramsey County (Minnesota)

Lage des Ramsey County in Minnesota

Die Liste der Einträge im National Register of Historic Places im Ramsey County in Minnesota führt alle Bauwerke und historischen Stätten im Ramsey County auf, die in das National Register of Historic Places aufgenommen wurden.

## Legende
| NRHP | Historic Place             |
| HD   | Historic District          |
| NHL  | National Historic Landmark |

## Aktuelle Einträge
| [ 2 ] | Name                                                                        | Bild                                                                        | Eintragsdatum        | Lage | Ort             | Beschreibung |
| ----- | --------------------------------------------------------------------------- | --------------------------------------------------------------------------- | -------------------- | --- | --------------- | --- |
| 1     | Arlington Hills Library                                                     | Arlington Hills Library                                                     | 1984 ID-Nr. 84001660 | 1105 Greenbrier Street 44° 58′ 28″ N, 93° 4′ 16″ W | Saint Paul      | 1916 im Beaux-Arts-Stil errichtete Carnegie-Bibliothek |
| 2     | John M. Armstrong House                                                     | John M. Armstrong House                                                     | 1983 ID-Nr. 83000925 | 225 Eagle Parkway 44° 56′ 28″ N, 93° 6′ 3″ W | Saint Paul      | 1886 errichtetes Doppelhaus |
| 3     | Assumption School                                                           | Assumption School                                                           | 1975 ID-Nr. 75001005 | 68 Exchange Street 44° 56′ 51″ N, 93° 6′ 0″ W | Saint Paul      | 1864 aus Kalkstein errichtetes Schulgebäude der katholischen Church of the Assumption (dt.: Mariä-Himmelfahrt-Kirche) |
| 4     | Dr. Ward Beebe House                                                        | Dr. Ward Beebe House                                                        | 1977 ID-Nr. 77000762 | 2022 Summit Avenue 44° 56′ 28″ N, 93° 11′ 9″ W | Saint Paul      | 1912 im Prairie-Houses-Stil errichtetes dreistöckiges Gebäude |
| 5     | Blair Flats                                                                 | Blair Flats                                                                 | 1975 ID-Nr. 75001006 | 165 Western Avenue 44° 56′ 47″ N, 93° 6′ 58″ W | Saint Paul      | 1887 im viktorianischen Stil errichtetes Gebäude |
| 6     | Bridges No. L-5853 and 92247                                                | Bridges No. L-5853 and 92247                                                | 1989 ID-Nr. 89001842 | Lexington Avenue im Como Park 44° 58′ 42″ N, 93° 8′ 47″ W | Saint Paul      | |
| 7     | Joseph Brings House                                                         | Joseph Brings House                                                         | 1983 ID-Nr. 83004868 | 178 Goodrich Avenue 44° 56′ 15,5″ N, 93° 6′ 27,5″ W | Saint Paul      | Auch bekannt als Johan and Maria Magdalena Schilliger House; errichtet von 1859 bis 1862 |
| 8     | Markell and Edward Brooks, Sr. House                                        | Markell and Edward Brooks, Sr. House                                        | 2000 ID-Nr. 00000689 | 176 Mississippi River Boulevard North 44° 56′ 47″ N, 93° 11′ 54″ W | Saint Paul      | Besser bekannt als Eastcliff; das Haus diente als Residenz des Präsidenten des University of Minnesota System. |
| 9     | Benjamin Brunson House                                                      | Benjamin Brunson House                                                      | 1975 ID-Nr. 75001007 | 485 Kenny Road 44° 57′ 27″ N, 93° 4′ 48″ W | Saint Paul      | Eines der ältesten erhaltenen Gebäude in Saint Paul; 1856 auf einem Gelände errichtet, das durch seine Lage zwischen mehreren Eisenbahngleisen als Railroad Island bekannt war |
| 10    | Casiville Bullard House                                                     | Casiville Bullard House                                                     | 1997 ID-Nr. 96001559 | 1282 Folsom Street 44° 58′ 47,7″ N, 93° 7′ 56,7″ W | Saint Paul      | 1910 errichtetes Wohnhaus des aus Tennessee gebürtigen schwarzen Steinmetzes Casiville Bullard |
| 11    | Burbank-Livingston-Griggs House                                             | Burbank-Livingston-Griggs House                                             | 1970 ID-Nr. 70000307 | 432 Summit Avenue 44° 56′ 27,1″ N, 93° 7′ 6,1″ W | Saint Paul      | 1862–1865 als eines der ersten in Saint Paul im Italianate-Stil errichtetes Gebäude |
| 12    | Pierce and Walter Butler House                                              | Pierce and Walter Butler House                                              | 1982 ID-Nr. 82004625 | 1345–1347 Summit Avenue 44° 56′ 31″ N, 93° 9′ 25,9″ W | Saint Paul      | Im Jahr 1900 errichtetes Doppelhaus für den Pierce Butler, Richter am Obersten Gericht der USA, und seinen Bruder, Walter Butler |
| 13    | C.S.P.S. Hall                                                               | C.S.P.S. Hall                                                               | 1977 ID-Nr. 77000763 | 381–383 Michigan Street 44° 56′ 7″ N, 93° 6′ 58″ W | Saint Paul      | Czech-Slovak Protective Society Hall – kulturelles und soziales Zentrum tschechischer und slowakischer Einwanderer |
| 14    | Central Presbyterian Church                                                 | Central Presbyterian Church                                                 | 1983 ID-Nr. 83000926 | 500 Cedar Street 44° 56′ 59″ N, 93° 5′ 46″ W | Saint Paul      | 1889 im neuromanischen Stil errichtetes Kirchengebäude |
| 15    | Church of St. Agnes-Catholic                                                | Church of St. Agnes-Catholic                                                | 1980 ID-Nr. 80002125 | 548 Lafond Avenue 44° 57′ 35″ N, 93° 7′ 24″ W | Saint Paul      | 1901–1912 im typisch süddeutschen Stil errichtete katholische Kirche deutscher und österreichischer Einwanderer |
| 16    | Church of St. Bernard-Catholic                                              | Church of St. Bernard-Catholic                                              | 1983 ID-Nr. 83000927 | 197 Geranium Avenue West 44° 58′ 33,1″ N, 93° 6′ 28″ W | Saint Paul      | 1905–1914 im Jugendstil und im Prairie-Houses-Stil errichtetes Kirchengebäude |
| 17    | Church of St. Casimir-Catholic                                              | Church of St. Casimir-Catholic                                              | 1983 ID-Nr. 83000939 | 937 Jessamine Avenue East 44° 58′ 30″ N, 93° 3′ 40″ W | Saint Paul      | 1904 im Beaux Arts-Stil errichtete Kirche polnischer Einwanderer und polnischstämmiger Amerikaner |
| 18    | Church of the Assumption-Catholic                                           | Church of the Assumption-Catholic                                           | 1975 ID-Nr. 75001008 | 51 9th Street West 44° 56′ 51″ N, 93° 5′ 57″ W | Saint Paul      | Die älteste erhaltene Kirche in Saint Paul wurde 1870–1874 im neuromanischen Stil aus Kalkstein von deutschen Katholiken errichtet. Als Vorbild diente die Ludwigskirche in München |
| 19    | Cyrus B. Cobb House                                                         | Cyrus B. Cobb House                                                         | 1983 ID-Nr. 83000928 | 2199 1st Street 45° 4′ 57,2″ N, 93° 0′ 28,4″ W | White Bear Lake | 1885–1889 als solider Steinbau im Queen Anne-Stil errichtetes Wohnhaus |
| 20    | Colorado Street Bridge                                                      | Colorado Street Bridge                                                      | 1990 ID-Nr. 90000977 | East side of South Wabasha Street near Terrace Park 44° 56′ 5″ N, 93° 5′ 3″ W | Saint Paul      | Auch bekannt als Bridge No. L-8803; 1888 errichtet, heute nur noch für Fußgänger freigegeben |
| 21    | Commerce Building                                                           | Commerce Building                                                           | 2007 ID-Nr. 07000645 | 8 4th Street East 44° 56′ 42″ N, 93° 5′ 35″ W | Saint Paul      | 1912 errichtetes zwölfstöckiges Bürogebäude, dient heute als gemischtes Geschäfts-, Büro- und Wohngebäude |
| 22    | Como Park Conservatory                                                      | Como Park Conservatory                                                      | 1974 ID-Nr. 74001033 | Como Park 44° 58′ 53″ N, 93° 9′ 3″ W | Saint Paul      | 1913 errichtetes Gewächshaus |
| 23    | William and Catherine Davern Farm House                                     | William and Catherine Davern Farm House                                     | 1983 ID-Nr. 83003765 | 1173 Davern Street South 44° 54′ 22,2″ N, 93° 10′ 21,8″ W | Saint Paul      | 1862 im Italianate-Stil errichtetes Farmhaus von William Davern, einem früheren Abgeordneten der parlamentarischen Versammlung des Minnesota-Territoriums |
| 24    | Derham Hall and Our Lady of Victory Chapel, College of Saint Catherine      | Derham Hall and Our Lady of Victory Chapel, College of Saint Catherine      | 1985 ID-Nr. 85003423 | 2004 Randolph Avenue 44° 55′ 32″ N, 93° 11′ 4″ W | Saint Paul      | |
| 25    | Finch, Vanslyck, and McConville Dry Goods Company Building                  | Finch, Vanslyck, and McConville Dry Goods Company Building                  | 1982 ID-Nr. 82004626 | 366 Wacouta Street 44° 56′ 59″ N, 93° 5′ 13″ W | Saint Paul      | 1911 im neoklassizistischen Stil errichtetes Industriegebäude, Teil des Lowertown Historic District |
| 26    | First Baptist Church of Saint Paul                                          | First Baptist Church of Saint Paul                                          | 1983 ID-Nr. 83000929 | 499 Wacouta Street 44° 57′ 9″ N, 93° 5′ 24,5″ W | Saint Paul      | 1875 als damals größte und teuerste Kirche in Saint Paul eröffnet |
| 27    | First National Bank of White Bear                                           | First National Bank of White Bear                                           | 1983 ID-Nr. 83000930 | 4744 Washington Avenue 45° 5′ 5,1″ N, 93° 0′ 31,7″ W | White Bear Lake | 1921 im neoklassizistischen Stil errichtetes Bankgebäude |
| 28    | F. Scott Fitzgerald House                                                   | F. Scott Fitzgerald House                                                   | 1971 ID-Nr. 71000440 | 599 Summit Avenue 44° 56′ 29,5″ N, 93° 7′ 30,5″ W | Saint Paul      | Wohnhaus des Schriftstellers F. Scott Fitzgerald (1896–1940) |
| 29    | Fitzpatrick Building                                                        | Fitzpatrick Building                                                        | 1990 ID-Nr. 90001113 | 465–467 Wabasha Street North 44° 56′ 53,5″ N, 93° 5′ 50″ W | Saint Paul      | 1890 im Queen Anne-Stil errichtetes Geschäftsgebäude |
| 30    | Foss House                                                                  | Foss House                                                                  | 1983 ID-Nr. 83000931 | 321 Silver Lake Road Southwest 45° 2′ 40″ N, 93° 13′ 2″ W | New Brighton    | 1896 im viktorianischen Stil errichtetes Wohnhaus von Ingeborg und Peder Foss |
| 31    | Germania Bank Building                                                      | Germania Bank Building                                                      | 1977 ID-Nr. 77000764 | 6 5th Street West 44° 56′ 43,8″ N, 93° 5′ 40,5″ W | Saint Paul      | 1889 im neuromanischen Stil errichtetes Bürohaus |
| 32    | Heman Gibbs Farmstead                                                       | Heman Gibbs Farmstead                                                       | 1975 ID-Nr. 75001009 | 2097 Larpentuer Avenue 44° 59′ 32″ N, 93° 11′ 18″ W | Falcon Heights  | 1854 errichtetes Farmhaus von Heman Gibbs und Jane DeBow |
| 33    | Giesen-Hauser House                                                         | Giesen-Hauser House                                                         | 1983 ID-Nr. 83000932 | 827 Mound Street 44° 57′ 3″ N, 93° 3′ 43″ W | Saint Paul      | 1891 im Queen Anne-Stil errichtetes Wohnhaus |
| 34    | S. Edward Hall House                                                        | S. Edward Hall House                                                        | 1991 ID-Nr. 91000440 | 996 Iglehart Avenue 44° 56′ 57,5″ N, 93° 8′ 32,5″ W | Saint Paul      | Wohnhaus von S. Edward Hall (1878–1975), einem afroamerikanischen Geschäftsmann und Gründer des Saint Paul Chapters der Bürgerrechtsbewegung NAACP |
| 35    | Hamline Methodist Episcopal Church                                          | Hamline Methodist Episcopal Church                                          | 2011 ID-Nr. 11000950 | 1514 Englewood Avenue 44° 57′ 49,3″ N, 93° 9′ 53,2″ W | Saint Paul      | 1928 im neugotischen Stil errichtete Kirche |
| 36    | Hamm Building                                                               | Hamm Building                                                               | 1997 ID-Nr. 97000499 | 408 Saint Peter Street 44° 56′ 47,2″ N, 93° 5′ 48″ W | Saint Paul      | 1915 aus Kalkstein, Terrakotta und Ziegeln errichtetes Geschäftsgebäude |
| 37    | Harriet Island Pavilion                                                     | Harriet Island Pavilion                                                     | 1992 ID-Nr. 92000821 | 75 Water Street 44° 56′ 15″ N, 93° 5′ 50″ W | Saint Paul      | 1941 von dem afroamerikanischen Architekten Clarence W. Wigington errichtetes Gebäude; nach der Restaurierung im Jahr 2000 wurde das Gebäude in Clarence W. Wigington Pavilion umbenannt |
| 38    | Edward and Elizabeth Heimbach House and Carriage House                      | Edward and Elizabeth Heimbach House and Carriage House                      | 1983 ID-Nr. 83004628 | 64 Delos Street West 44° 56′ 2″ N, 93° 5′ 16″ W | Saint Paul      | 1890 im viktorianischen Stil errichtetes zweistöckiges Gebäude |
| 39    | Highland Park Tower                                                         | Highland Park Tower                                                         | 1986 ID-Nr. 86001670 | 1570 Highland Parkway 44° 55′ 3,4″ N, 93° 10′ 0″ W | Saint Paul      | 1928 von dem Architekten Clarence W. Wigington errichteter achteckiger Wasserturm; der Turm ist 41 m hoch und fasst 200.000 Gallonen (657.000 Liter) Wasser |
| 40    | James J. Hill House                                                         | James J. Hill House                                                         | 1966 ID-Nr. 66000405 | 240 Summit Avenue 44° 56′ 42″ N, 93° 6′ 32″ W | Saint Paul      | 1891 errichtetes Wohnhaus des Eisenbahnmagnaten James J. Hill |
| 41    | James J. Hill’s North Oaks Farm, Blacksmith Shop and Machine Shop           | James J. Hill’s North Oaks Farm, Blacksmith Shop and Machine Shop           | 1996 ID-Nr. 98000312 | Red Barn Road und Hill Farm Circle 45° 5′ 33″ N, 93° 6′ 30″ W | North Oaks      | |
| 42    | James J. Hill’s North Oaks Farm, Dairy Building                             | James J. Hill’s North Oaks Farm, Dairy Building                             | 1997 ID-Nr. 97000441 | Red Barn Road und Hill Farm Circle 45° 5′ 33″ N, 93° 6′ 30″ W | North Oaks      | |
| 43    | Jacob Hinkel House                                                          | Jacob Hinkel House                                                          | 1978 ID-Nr. 78001558 | 531 Brainerd Avenue 44° 58′ 49″ N, 93° 4′ 42″ W | Saint Paul      | Wohnhaus des Eishändlers Jacob Hinkle |
| 44    | Historic Hill District                                                      | Historic Hill District                                                      | 1976 ID-Nr. 93000332 | Verschiedene Gebäude in der Pleasant Avenue, der Grand Avenues, der Holly Avenue, der Marshall Avenue, des Lexington Parkway, der 4th Street und der Pleasant Street 44° 56′ 37″ N, 93° 7′ 7″ W | Saint Paul      | repräsentatives hochgelegenes Viertel nordwestlich der Innenstadt |
| 45    | E. H. Hobe House-Solheim                                                    | E. H. Hobe House-Solheim                                                    | 1983 ID-Nr. 83000933 | 5590 Bald Eagle Boulevard West 45° 6′ 36,9″ N, 93° 1′ 34,6″ W | White Bear Lake | Mitte der 1890er Jahre im viktorianischen Stil errichtete Residenz des norwegischen Konsuls |
| 46    | Holman Field Administration Building                                        | Holman Field Administration Building                                        | 1991 ID-Nr. 91001004 | 644 Bayfield Street 44° 56′ 31″ N, 93° 3′ 53″ W | Saint Paul      | 1939 nach einem Entwurf des Architekten Clarence W. Wigington durch Arbeitskräfte der WPA errichtetes Gebäude |
| 47    | Intercity Bridge                                                            | Intercity Bridge                                                            | 1989 ID-Nr. 89001838 | Brücke des Ford Parkway über den Mississippi 44° 55′ 4,3″ N, 93° 12′ 4,9″ W | Saint Paul      | Die umgangssprachlich als Ford Parkway Bridge bekannte Bogenbrücke überspannt den Mississippi zwischen den Städten Minneapolis und Saint Paul; die 1925–1927 errichtete Brücke ist eine der größten Stahlbetonbrücken in Minnesota |
| 48    | Horace Hills Irvine House                                                   | Horace Hills Irvine House                                                   | 1974 ID-Nr. 74001034 | 1006 Summit Avenue 44° 56′ 28″ N, 93° 8′ 33″ W | Saint Paul      | Offizielle Residenz des Gouverneurs von Minnesota; das Gebäude wurde 1910 in Anlehnung an den Tudorstil als Wohnhaus für den Holzhändler Horace Hills Irvine errichtet |
| 49    | Irvine Park Historic District                                               | Irvine Park Historic District                                               | 1973 ID-Nr. 73000993 | Rund um den Irvine Park, auf den die West 7th Street, Walnut Street und Sherman Street stoßen 44° 56′ 27″ N, 93° 6′ 10″ W                                                                       | Saint Paul      | Niedrig gelegenes Viertel westlich der Innenstadt, das eine Reihe historischer Häuser enthält; das Zentrum des Viertels bildet der Irvine Park |
| 50    | Frank B. Kellogg House                                                      | Frank B. Kellogg House                                                      | 1974 ID-Nr. 74001035 | 633 Fairmount Avenue 44° 56′ 14″ N, 93° 7′ 36″ W | Saint Paul      | Wohnhaus von Frank Billings Kellogg (1856–1937), Ko-Autor des Briand-Kellogg-Pakts |
| 51    | Krank Manufacturing Company building                                        | Krank Manufacturing Company building                                        | 1983 ID-Nr. 83000934 | 1855 University Avenue West 44° 57′ 25″ N, 93° 10′ 45″ W | Saint Paul      | 1926 errichtete Fabrikgebäude |
| 52    | Lauer Flats                                                                 | Lauer Flats                                                                 | 1975 ID-Nr. 75001010 | 226 Western Avenue South 44° 56′ 4″ N, 93° 6′ 56,3″ W | Saint Paul      | 1887 errichteter Wohnblock |
| 53    | Olaf Lee House                                                              | Olaf Lee House                                                              | 1984 ID-Nr. 84001670 | 955 Jessie Street North 44° 58′ 12″ N, 93° 4′ 40″ W | Saint Paul      | 1905 im Stil des American Arts and Crafts Movement errichtetes Wohnhaus |
| 54    | Meeker Island Lock and Dam                                                  | Meeker Island Lock and Dam                                                  | 2003 ID-Nr. 03000522 | Mississippi River North of Lake Street/Marshall Avenue 44° 57′ 14″ N, 93° 12′ 28″ W | Saint Paul      | |
| 55    | Lowertown Historic District                                                 | Lowertown Historic District                                                 | 1983 ID-Nr. 83000935 | Abgegrenzt durch Kellogg Boulevard, Broadway, 7th Street und Jackson Street 44° 56′ 58″ N, 93° 5′ 16″ W                                                                                         | Saint Paul      | Früheres Flusshafengebiet am Mississippi mit verschiedenen Lagerhäusern, Eisenbahngebäuden, Bankfilialen und Handelshäusern |
| 56    | David Luckert House                                                         | David Luckert House                                                         | 1975 ID-Nr. 75001011 | 480 Iglehart Street 44° 56′ 57,5″ N, 93° 7′ 13″ W | Saint Paul      | 1858 aus Kalkstein errichtet; eines der ältesten Häuser der Stadt |
| 57    | Manhattan Building                                                          | Manhattan Building                                                          | 1988 ID-Nr. 88001128 | 360 Robert Street North 44° 56′ 50,6″ N, 93° 5′ 26″ W | Saint Paul      | 1889 im Stil der Neorenaissance errichtetes Bürogebäude |
| 58    | Andrew R. McGill House                                                      | Andrew R. McGill House                                                      | 1974 ID-Nr. 74001037 | 2203 Scudder Avenue 44° 58′ 37″ N, 93° 11′ 31″ W | Saint Paul      | 1888 im Queen Anne-Stil errichtetes Wohnhaus von Andrew Ryan McGill (1840–1905), dem zehnten Gouverneur von Minnesota |
| 59    | Mendota Road Bridge                                                         | Mendota Road Bridge                                                         | 1989 ID-Nr. 89001825 | Brücke der Water Street über den Abfluss des Pickerel Lake 44° 55′ 31″ N, 93° 6′ 41″ W | Saint Paul      | |
| 60    | Merchants National Bank                                                     | Merchants National Bank                                                     | 1974 ID-Nr. 74001036 | 366–368 Jackson Street 44° 56′ 53,8″ N, 93° 5′ 22,1″ W | Saint Paul      | 1892 errichtetes Finanzzentrum, auch als Brooks Building bekannt |
| 61    | Mickey’s Diner                                                              | Mickey’s Diner                                                              | 1983 ID-Nr. 83000936 | 36 7th Street West 44° 56′ 50,8″ N, 93° 5′ 53,3″ W | Saint Paul      | Im klassischen Art-déco-Stil eingerichtetes Diner in einem Speisewagen |
| 62    | Minnesota Boat Club Boathouse on Raspberry Island                           | Minnesota Boat Club Boathouse on Raspberry Island                           | 1982 ID-Nr. 82004627 | 1 Wabasha Street South 44° 56′ 31″ N, 93° 5′ 29″ W | Saint Paul      | Haus des Minnesota Boat Club, einem 1870 gegründeten Ruderclub, Minnesotas ältestem Sportclub |
| 63    | Minnesota Building                                                          | Minnesota Building                                                          | 2009 ID-Nr. 09000408 | 46 East 4th Street 44° 56′ 44,3″ N, 93° 5′ 31,2″ W | Saint Paul      | 1929 im Art-déco-Stil errichtetes Gebäude |
| 64    | Minnesota Historical Society Building                                       | Minnesota Historical Society Building                                       | 1973 ID-Nr. 73000994 | 690 Cedar Street 44° 57′ 17″ N, 93° 6′ 0″ W | Saint Paul      | Das 1917 als Minnesota Historical Society Building errichtete Gebäude dient heute als Minnesota Judical Center, in dem unter anderem das oberste Gericht von Minnesota untergebracht ist. |
| 65    | Minnesota State Capitol                                                     | Minnesota State Capitol                                                     | 1972 ID-Nr. 72000681 | Aurora Avenue zwischen Cedar Street und Park Street 44° 57′ 19″ N, 93° 6′ 6″ W | Saint Paul      | 1905 nach einem Entwurf des Architekten Cass Gilbert errichtetes Gebäude des Kongresses von Minnesota |
| 66    | Adolf Muench House                                                          | Adolf Muench House                                                          | 1975 ID-Nr. 75001012 | 653 5th Street East 44° 57′ 21″ N, 93° 4′ 23″ W | Saint Paul      | 1884 errichtetes Wohnhaus über den Hügeln östlich der Innenstadt von Saint Paul |
| 67    | Northern Pacific Railway Company Como Shops Historic District               | Northern Pacific Railway Company Como Shops Historic District               | 1983 ID-Nr. 83000937 | Energy Park Drive und Bandanna Boulevard 44° 58′ 21″ N, 93° 9′ 16″ W | Saint Paul      | Ensemble von Gebäuden der früheren Northern Pacific Railway, die heute als Einkaufszentrum dienen |
| 68    | Norway Lutheran Church                                                      | Norway Lutheran Church                                                      | 1975 ID-Nr. 75001013 | 2375 Como Avenue West 44° 59′ 3,5″ N, 93° 11′ 42″ W | Saint Paul      | 1844 in Wisconsin erstmals errichtete lutheranische Kirche norwegischer Einwanderer; 1969 durch eine neue Kirche ersetzt; 1904 abgebaut und am neuen Standort in Minnesota wiedererrichtet |
| 69    | Charles P. Noyes Cottage                                                    | Charles P. Noyes Cottage                                                    | 1976 ID-Nr. 76001070 | 4735 Lake Avenue 45° 5′ 7″ N, 93° 0′ 9″ W | White Bear Lake | Wohnhaus des Apothekers Charles P. Noyes |
| 70    | O’Donnell Shoe Company Building                                             | O’Donnell Shoe Company Building                                             | 2009 ID-Nr. 09000623 | 509 Sibley Street 44° 57′ 9″ N, 93° 5′ 29″ W | Saint Paul      | 1914 errichtete Schuhfabrik |
| 71    | Old Federal Courts Building                                                 | Old Federal Courts Building                                                 | 1969 ID-Nr. 69000076 | 109 5th Street West 44° 56′ 44″ N, 93° 5′ 50″ W | Saint Paul      | 1902 errichtetes Gebäude, in dem ursprünglich mehrere Bundesbehörden untergebracht waren: Bundesgericht für den nördlichen Mittelwesten, Post und Zoll; dient heute als Sitz verschiedener Organisationen |
| 72    | Old Main, Macalester College                                                | Old Main, Macalester College                                                | 1977 ID-Nr. 77000765 | 1600 Grand Avenue 44° 56′ 19″ N, 93° 10′ 6″ W | Saint Paul      | 1886 errichtetes Hauptgebäude des Macalester College |
| 73    | Payne Avenue State Bank                                                     | Payne Avenue State Bank                                                     | 2007 ID-Nr. 07000426 | 965 Payne Avenue 44° 58′ 13,5″ N, 93° 4′ 26″ W | Saint Paul      | Das auch als Swedish Bank Building bekannte Gebäude wurde 1923 im Beaux Arts-Stil errichtet; es diente als Bank für skandinavische, deutsche, italienische und andere Einwanderer |
| 74    | Pilgrim Baptist Church                                                      | Pilgrim Baptist Church                                                      | 1991 ID-Nr. 91000438 | 732 Central Avenue West 44° 57′ 10″ N, 93° 7′ 52″ W | Saint Paul      | 1928 errichtete Kirche schwarzer Baptisten in Saint Paul |
| 75    | Pioneer and Endicott Buildings                                              | Pioneer and Endicott Buildings                                              | 1974 ID-Nr. 74001038 | 4th Street und Robert Street 44° 56′ 49,4″ N, 93° 5′ 23,3″ W | Saint Paul      | Das 1890 errichtete Endicott Building hat eine L-förmige Form um das 1889 fertiggestellte Pioneer Building; das Endicott Building wurde von den Architekten Cass Gilbert und James Knox Taylor errichtet; das im neuromanischen Stil von dem Architekten Solon Spencer Beman errichtete Pioneer Building hat den ersten gläsernen Aufzug des Landes. |
| 76    | Ramsey County Poor Farm Barn                                                | Ramsey County Poor Farm Barn                                                | 1977 ID-Nr. 77000766 | 2020 White Bear Avenue 45° 0′ 1″ N, 93° 1′ 27″ W | Maplewood       | |
| 77    | Alexander Ramsey House                                                      | Alexander Ramsey House                                                      | 1969 ID-Nr. 69000077 | 265 Exchange Street South 44° 56′ 30″ N, 93° 6′ 16″ W | Saint Paul      | Wohnsitz von Alexander Ramsey (1815–1903), dem ersten Gouverneur des Minnesota-Territoriums (1849–1853), dem zweiten Gouverneur des Staates Minnesota (1860–1863). US-Senator (1863–1875) und Kriegsminister der USA (1879–1881) |
| 78    | Justus Ramsey Stone House                                                   | Justus Ramsey Stone House                                                   | 1975 ID-Nr. 75001014 | 252 7th Street West 44° 56′ 33″ N, 93° 6′ 16,5″ W | Saint Paul      | 1851 errichtetes ältestes erhaltenes Gebäude der Stadt |
| 79    | Rau/Strong House                                                            | Rau/Strong House                                                            | 1975 ID-Nr. 75001015 | 2 George Street 44° 55′ 46″ N, 93° 5′ 6″ W | Saint Paul      | 1884–1986 im französischen Stil errichtetes Wohnhaus |
| 80    | Riverside Hangar                                                            | Riverside Hangar                                                            | 2007 ID-Nr. 07001315 | 690 Bayfield Street, Building 690-01-01 44° 56′ 30″ N, 93° 3′ 43″ W | Saint Paul      | Zwei 1942 errichtete Hangars des St. Paul Downtown Airport |
| 81    | Riverview Branch Library                                                    | Riverview Branch Library                                                    | 1984 ID-Nr. 84001672 | 1 George Street East 44° 55′ 48″ N, 93° 5′ 5″ W | Saint Paul      | 1916 errichtete Carnegie-Bibliothek |
| 82    | Robert Street Bridge                                                        | Robert Street Bridge                                                        | 1989 ID-Nr. 89001846 | Brücke der Robert Street über den Mississippi 44° 56′ 38″ N, 93° 5′ 14,6″ W | Saint Paul      | 1924–1926 errichtete Bogenbrücke aus Stahlbeton im Zentrum von Saint Paul |
| 83    | Rochat-Louise-Sauerwein Block                                               | Rochat-Louise-Sauerwein Block                                               | 1980 ID-Nr. 80002126 | 261–277 7th Street West 44° 56′ 33″ N, 93° 6′ 20″ W | Saint Paul      | Das Sauerwein Building, das Louise Building und das Rochat Building bilden einen der wenigen erhaltenen Gebäudekomplexe im viktorianischen Stil in der Stadt. Die Häuser wurden zwischen 1885 und 1895 errichtet |
| 84    | Otto W. Rohland Building                                                    | Otto W. Rohland Building                                                    | 1983 ID-Nr. 83004865 | 455–459 Old Fort Road (West 7th Street) 44° 56′ 17″ N, 93° 6′ 41″ W | Saint Paul      | 1891 errichtetes Geschäft des aus Deutschland stammenden Lebensmittelhändlers Otto W. Rohland |
| 85    | Saint Agatha’s Conservatory of Music and Arts                               | Saint Agatha’s Conservatory of Music and Arts                               | 1989 ID-Nr. 89000443 | 26 Exchange Street East 44° 56′ 58″ N, 93° 5′ 48″ W | Saint Paul      | 1908–1910 errichtetes Gebäude der ersten Kunsthochschule Minnesotas |
| 86    | Saint Anthony Park Branch Library                                           | Saint Anthony Park Branch Library                                           | 1984 ID-Nr. 84001675 | 2245 Como Avenue West 44° 58′ 52″ N, 93° 11′ 37″ W | Saint Paul      | 1917 errichtete Carnegie-Bibliothek |
| 87    | Saint Joseph’s Academy                                                      | Saint Joseph’s Academy                                                      | 1975 ID-Nr. 75001016 | 355 Marshall Avenue 44° 56′ 57″ N, 93° 6′ 54″ W | Saint Paul      | 1863 errichtetes katholisches Schulgebäude im Italianate-Stil |
| 88    | Saint Matthew’s School                                                      | Saint Matthew’s School                                                      | 1984 ID-Nr. 84000243 | 7 Robie Street West 44° 55′ 51″ N, 93° 5′ 8″ W | Saint Paul      | 1902 errichtetes Schulgebäude für deutsche Auswanderer, dient heute für die örtliche Gemeinschaft der Hispanics |
| 89    | Cathedral of Saint Paul                                                     | Cathedral of Saint Paul                                                     | 1974 ID-Nr. 74001039 | Summit Avenue Ecke Selby Avenue 44° 56′ 49″ N, 93° 6′ 32″ W | Saint Paul      | 1906–1915 errichtete Kathedrale des Erzbistums Saint Paul and Minneapolis |
| 90    | Saint Paul City Hall and Ramsey County Courthouse                           | Saint Paul City Hall and Ramsey County Courthouse                           | 1983 ID-Nr. 83000940 | 15 Kellogg Boulevard West 44° 56′ 39″ N, 93° 5′ 37″ W | Saint Paul      | 1932 fertig gestelltes 20-stöckiges Hochhaus im Art déco-Stil; Sitz der Verwaltung des Ramsey County sowie der Stadt Saint Paul |
| 91    | Saint Paul, Minneapolis, & Manitoba Railway Company Shops Historic District | Saint Paul, Minneapolis, & Manitoba Railway Company Shops Historic District | 1987 ID-Nr. 86003564 | Jackson Street Ecke Pennsylvania Avenue 44° 57′ 45″ N, 93° 5′ 47″ W | Saint Paul      | 1882 aus Kalkstein errichteter Gebäudekomplex der Great Northern Railway |
| 92    | Saint Paul Municipal Grain Terminal                                         | Saint Paul Municipal Grain Terminal                                         | 2004 ID-Nr. 04000721 | 266 Old Shepard Road 44° 56′ 20″ N, 93° 6′ 0″ W | Saint Paul      | Zwischen 1927 und 1931 errichteter Getreidespeicher im Hafengebiet von Saint Paul |
| 93    | Saint Paul Public Library/James J. Hill Reference Library                   | Saint Paul Public Library/James J. Hill Reference Library                   | 1975 ID-Nr. 75001017 | 80–90 4th Street West 44° 56′ 37,9″ N, 93° 5′ 49,7″ W | Saint Paul      | 1917 fertiggestellte Bibliothek im Zentrum von Saint Paul |
| 94    | Saint Paul Seminary Historic District                                       | Saint Paul Seminary Historic District                                       | 1986 ID-Nr. 86003818 | 2260 Summit Avenue 44° 56′ 26″ N, 93° 11′ 44″ W | Saint Paul      | Heute Teil der University of St. Thomas, einer katholischen Privatuniversität |
| 95    | Saint Paul Union Depot                                                      | Saint Paul Union Depot                                                      | 1974 ID-Nr. 74001040 | 214 4th Street East 44° 56′ 52″ N, 93° 5′ 10″ W | Saint Paul      | Gebäude des größten Bahnhofs von Saint Paul |
| 96    | Saint Paul Women’s City Club                                                | Saint Paul Women’s City Club                                                | 1982 ID-Nr. 82004628 | 305 Saint Peter Street 44° 56′ 38,1″ N, 93° 5′ 40,8″ W | Saint Paul      | 1931 im Stil der Streamline-Moderne errichtetes Clubhaus |
| 97    | Salvation Army Women’s Home and Hospital                                    | Salvation Army Women’s Home and Hospital                                    | 1983 ID-Nr. 83000938 | 1471 Como Avenue West 44° 58′ 41″ N, 93° 9′ 46″ W | Saint Paul      | 1912 in Anlehnung an den Tudorstil errichtetes Haus der Heilsarmee für unverheiratete Mütter und deren Kinder; seit 1971 Heim für verhaltensauffällige junge Frauen |
| 98    | Charles W. Schneider House                                                  | Charles W. Schneider House                                                  | 1984 ID-Nr. 84001677 | 1750 Ames Place East 44° 58′ 16″ N, 93° 1′ 36″ W | Saint Paul      | |
| 99    | Schornstein Grocery and Saloon                                              | Schornstein Grocery and Saloon                                              | 1984 ID-Nr. 84001681 | 707 Wilson Avenue East und 223 Bates Avenue North 44° 57′ 12″ N, 93° 3′ 59″ W | Saint Paul      | 1884 im französischen Stil errichtetes Gebäude |
| 100   | Seventh Street Improvement Arches                                           | Seventh Street Improvement Arches                                           | 1989 ID-Nr. 89001828 | East 7th Street over Burlington Northern right-of-way 44° 57′ 24″ N, 93° 4′ 37″ W | Saint Paul      | Die Steinerne Doppelbogenbrücke überspannte früher die Gleise der St. Paul and Duluth Railroad |
| 101   | Sam S. Shubert Theatre and Shubert Building                                 | Sam S. Shubert Theatre and Shubert Building                                 | 1984 ID-Nr. 84004140 | 488–494 Wabasha Street North 44° 56′ 56″ N, 93° 5′ 51″ W | Saint Paul      | Dem 1910 errichteten Theatergebäude diente das Maxine Elliott Theatre in New York als Vorbild |
| 102   | Frederick Spangenberg House                                                 | Frederick Spangenberg House                                                 | 1976 ID-Nr. 76001068 | 375 Mt. Curve Boulevard 44° 55′ 49″ N, 93° 11′ 39″ W | Saint Paul      | 1864 errichtetes Farmhaus |
| 103   | Charles Thompson Memorial Hall                                              | Charles Thompson Memorial Hall                                              | 2011 ID-Nr. 11000949 | 1824 Marshall Avenue 44° 56′ 52,9″ N, 93° 10′ 39,1″ W | Saint Paul      | 1916 im neoklassizistischen Stil errichtete Versammlungshalle; erstes Vereinshaus von Gehörlosen in den USA |
| 104   | Triune Masonic Temple                                                       | Triune Masonic Temple                                                       | 1980 ID-Nr. 80002127 | 1898 Iglehart Avenue 44° 56′ 57″ N, 93° 10′ 50″ W | Saint Paul      | 1911 im neoklassizistischen Stil errichteter Freimaurertempel |
| 105   | United Church Seminary                                                      | United Church Seminary                                                      | 1985 ID-Nr. 85003437 | 2481 Como Avenue 44° 59′ 5″ N, 93° 11′ 47″ W | Saint Paul      | Im Jahr 1900 errichtetes theologisches Seminar der Evangelisch-Lutherischen Kirche in Amerika |
| 106   | University Hall-Old Main, Hamline University                                | University Hall-Old Main, Hamline University                                | 1977 ID-Nr. 77000767 | 1536 Hewitt Avenue 44° 57′ 57″ N, 93° 9′ 56″ W | Saint Paul      | 1884 errichtetes Collegegebäude, heute Teil der Hamline University |
| 107   | Vienna and Earl Apartment Buildings                                         | Vienna and Earl Apartment Buildings                                         | 1984 ID-Nr. 84001685 | 682–688 Holly Avenue 44° 56′ 35″ N, 93° 7′ 45″ W | Saint Paul      | 1907 im neoklassizistischen Stil errichtete Wohngebäude |
| 108   | Anthony Waldman House                                                       | Anthony Waldman House                                                       | 1983 ID-Nr. 83004866 | 445 Smith Avenue North 44° 56′ 18″ N, 93° 6′ 34″ W | Saint Paul      | 1864 errichtetes Wohnhaus des tschechischen Einwanderers Anthony Waldman und seiner in Deutschland geborenen Frau |
| 109   | Walsh Building                                                              | Walsh Building                                                              | 1989 ID-Nr. 89000444 | 189–191 7th Street East 44° 57′ 3″ N, 93° 5′ 27″ W | Saint Paul      | 1888 nach einem Entwurf des Architekten Edward Bassford im neuromanischen Stil errichtetes Gebäude |
| 110   | Martin Weber House                                                          | Martin Weber House                                                          | 1983 ID-Nr. 83004867 | 202 McBoal Street 44° 56′ 20″ N, 93° 6′ 31″ W | Saint Paul      | 1867 errichtetes Wohnhaus von Catherin und Martin Weber |
| 111   | West Summit Avenue Historic District                                        | West Summit Avenue Historic District                                        | 1993 ID-Nr. 93000332 | Summit Avenue zwischen Lexington Parkway und Mississippi River Boulevard 44° 56′ 29″ N, 93° 10′ 37″ W                                                                                           | Saint Paul      | Historischer Distrikt, der sich westlich an den Hill District anschließt |
| 112   | Woodland Park District                                                      | Woodland Park District                                                      | 1978 ID-Nr. 78001559 | Abgegrenzt durch Marshall Avenue, Selby Avenue, Arundel Street und Dale Street 44° 56′ 52″ N, 93° 7′ 21″ W                                                                                      | Saint Paul      | Verschiedene historische Ein- und Mehrfamilienhäuser |
| 113   | Anthony Yoerg, Sr. House                                                    | Anthony Yoerg, Sr. House                                                    | 1989 ID-Nr. 89000442 | 215 Isabel Street West 44° 56′ 0″ N, 93° 5′ 41″ W | Saint Paul      | Wohnhaus von Anthony Yoerg (1816–1896), einem Einwanderer aus Bayern, der Minnesotas erste Brauerei errichtete |

## Frühere Einträge
| [ 2 ] | Name                        | Bild                        | Eintragsdatum        | Lage                                                                                      | Ort        | Beschreibung |
| ----- | --------------------------- | --------------------------- | -------------------- | ----------------------------------------------------------------------------------------- | ---------- | --- |
| 1     | William Dahl House          | William Dahl House          | 1978 ID-Nr. 78001557 | 508 Jefferson Avenue 44° 56′ 2,8″ N, 93° 7′ 16,5″ W                                       | Saint Paul | 1858 errichtet, 1998 aus dem Register gestrichen |
| 2     | Salvation Army Headquarters | Salvation Army Headquarters | 1983 ID-Nr. 83004629 | 57 10th Street West 44° 56′ 2,8″ N, 93° 7′ 16,5″ W                                        | Saint Paul | 1931 als amerikanisches Hauptquartier der Heilsarmee errichtet; 1957 an das St. Joseph’s Hospital verkauft; nach Einspruch des Eigentümers im Jahr 1983 nicht in das Register aufgenommen; 1998 abgerissen |
| 3     | Selby Avenue Bridge         | Selby Avenue Bridge         | 1989 ID-Nr. 89001833 | Brücke der Selby Avenue über die Gleise der SOO Line Railroad 44° 56′ 46″ N, 93° 9′ 39″ W | Saint Paul | Im Jahr 1994 aus dem Register gestrichen |
| 4     | Smith Avenue High Bridge    | Smith Avenue High Bridge    | 1981 ID-Nr. 81000323 | Brücke der Smith Avenue über den Mississippi 44° 56′ 7,2″ N, 93° 6′ 41,4″ W               | Saint Paul | 1895 errichtet, 1905 durch einen Tornado beschädigt, 1985 abgerissen und 1988 aus dem Register gestrichen                                                                                                  |
| 5     | Wabasha Street Bridge       | Wabasha Street Bridge       | 1989 ID-Nr. 89001834 | Brücke der Wabasha Street über den Mississippi 44° 56′ 32,1″ N, 93° 5′ 23″ W              | Saint Paul | Im Jahr 1998 aus dem Register gestrichen |